# Beemote

Behemoth e Leviatã, em gravura de William Blake

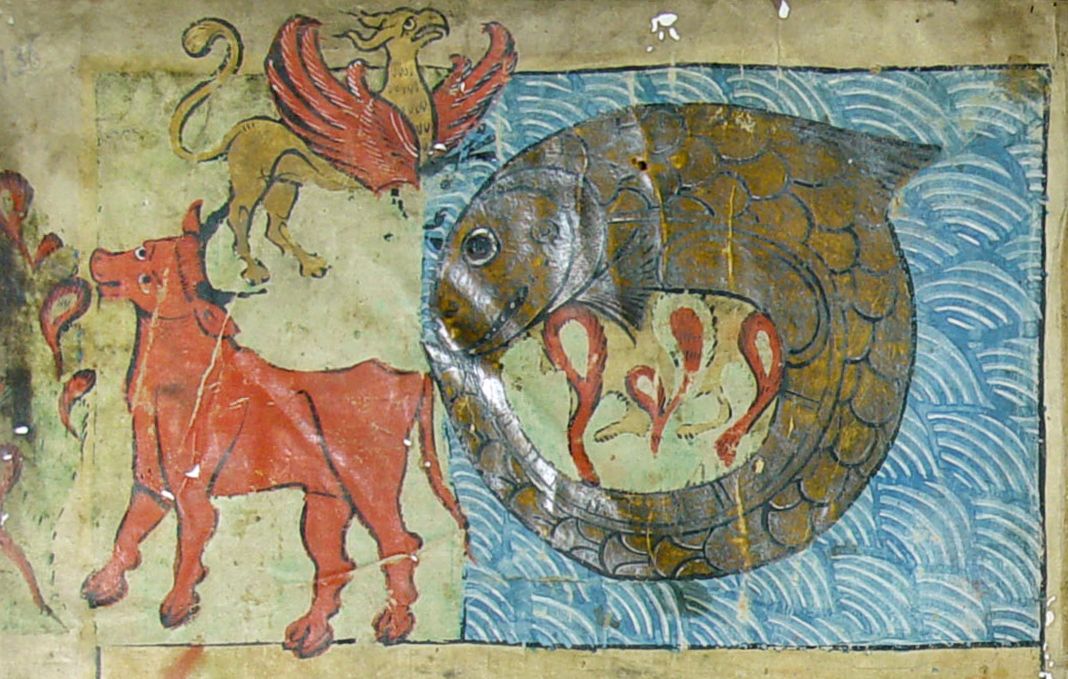
Leviatã, Behemoth e Ziz em iluminura de uma Bíblia de Ulm, 1238

Beemote ou Behemoth (em hebraico transcrito como  בהמות, Bəhēmôth, Behemot, B'hemot; em Árabe بهيموث, Bahīmūth, ou بهموت,  Bahamūt) é uma criatura descrita na Bíblia, no livro de Jó, 40:15–24. Sua descrição é tradicionalmente associada à de um monstro gigante, podendo ser retratado como um Hipopótamo, apesar de alguns criacionistas o identificarem como um saurópode ou um touro gigante de três chifres. Esta criatura tem um corpo couraçado e é típica dos desertos (embora Behemoth também fosse como os hebreus chamavam os hipopótamos). Alguns criacionistas da Terra Jovem acreditam que é uma descrição de um dinossauro.
Contemplas agora o beemote, que eu fiz contigo, que come a erva como o boi. Eis que a sua força está nos seus lombos, e o seu poder nos músculos do seu ventre. Quando quer, move a sua cauda como cedro; os nervos das suas coxas estão entretecidos. Os seus ossos são como tubos de bronze; a sua ossada é como barras de ferro. Ele é obra-prima dos caminhos de Deus; o que o fez o proveu da sua espada.

Em verdade os montes lhe produzem pastos, onde todos os animais do campo folgam. Deita-se debaixo das árvores sombrias, no esconderijo das canas e da lama. As árvores sombrias o cobrem, com sua sombra; os salgueiros do ribeiro o cercam.

Eis que um rio transborda, e ele não se apressa, confiando ainda que o Jordão se levante até à sua boca. Podê-lo-iam porventura caçar à vista de seus olhos, ou com laços lhe furar o nariz?
O nome é o plural do hebraico בהמה, bəhēmāh, "animal", com sentido enfático ("animal grande", "animal por excelência"). Na tradição judaica ortodoxa, o Beemote é o monstro da terra por excelência, em oposição ao Leviatã, o monstro do mar, e ao Ziz, o monstro do ar. Segundo essa tradição, a missão do Beemote é esperar pelo dia em que Deus lhe pedirá para matar o Leviatã, uma criatura marinha tida por alguns semelhante a uma baleia. As duas criaturas morrerão no combate, mas o Beemote será glorificado por cumprir a sua missão. Então, a carne dos dois monstros será servida em banquete aos humanos que sobreviverem.
Nos apócrifos e pseudepígrafos judaicos, tais como o Livro de Enoque, do século II a.C. (60: 7-10), Behemoth é o monstro terrestre masculino inconquistável, que vive em um deserto invisível (Duidain), a leste do Éden, enquanto Leviatã é o monstro marinho feminino primordial, que vive no "Abismo”", e Ziz o monstro do céu primordial. Da mesma forma, na seção mais antiga do Segundo Livro de Esdras, (6:47-52), escrito por volta do ano 100 d.C. (3:1), os dois são descritos como habitando as montanhas e os mares, respectivamente, depois de terem sido separados um do outro, devido à insuficiência do mar para conter ambos. Da mesma forma, no Apocalipse Siríaco de Baruque contemporâneo (29:4), afirma-se que o Behemoth sairá de sua reclusão na terra, e o Leviatã do mar, e que os dois monstros gigantescos, criados no quinto dia, servirão de alimento para os eleitos, que sobreviverão nos dias do Messias.

## Na literatura
Por volta de 1668, já quase com oitenta anos de idade, Thomas Hobbes terminava o manuscrito de Behemoth. Embora algumas edições piratas do livro tenham sido publicadas nos finais de 1670, uma versão autorizada só apareceu em 1682, três anos após a morte do autor. No livro Behemoth or the Long Parliament, diferentemente dos trabalhos anteriores Leviatã e Do Cidadão, Hobbes desenvolve uma narrativa histórica sobre guerra civil na Inglaterra (1640 e 1660). Se um dos significados simbólicos assumidos pelo Leviatã de Hobbes é o de um Estado garantidor da paz, o Behemoth simboliza a rebelião e a guerra civil (Hobes, 1990: ix).
Behemoth também é personagem do livro O Mestre e Margarida, de Mikhail Bulgakov, sobre a visita do diabo à Rússia stalinista. É igualmente referido em obras de John Milton (Paradise Lost - Book VII 470-472) e  James Thomson (The Seasons). 